# Michael Vingerling
Michael Vingerling, né le 28 juin 1990 à Dirksland, est un coureur cycliste néerlandais.

## Biographie
Michael Vingerling naît le 28 juin 1990 à Dirksland en Hollande-Méridionale aux Pays-Bas.
Il entre dans l'équipe Koga-CreditForce en 2009, puis s'engage en 2013 dans l'équipe 3M.
En 2016, il bénéficie d'un contrat professionnel au sein de l'équipe 3M.

## Palmarès sur route

### Par année
- 2007[1]
  -  Champion des Pays-Bas sur route juniors
- 2008
  - 2e du Circuit Het Volk juniors
- 2010
  - Championnat de Flandre-Occidentale
- 2011
  - Ronde van Zuid-Oost Friesland
- 2012
  - 2e de la Baronie Breda Classic
- 2013
  - 2e de la Baronie Breda Classic
- 2014
  - 2e du Grand Prix d'Affligem
  - 2e de l'Arnhem Veenendaal Classic
- 2015
  - 3e du Grand Prix d'Affligem
- 2016
  - 2e de la Ruddervoorde Koerse

### Classements mondiaux
| Année           | 2013 | 2014 |
| --------------- | ---- | ---- |
| UCI Europe Tour | 325e | 239e |

## Palmarès sur piste

### Championnats du monde
- Melbourne 2012[1]
  - 20e de l'omnium

### Championnats du monde juniors
- 2007
  - 11e de l'omnium
  - 13e du scratch
- Le Cap 2008
  -  Champion du monde du scratch juniors
  - 13e de la poursuite

### Championnats d'Europe
- Cottbus 2007
  -  Champion d'Europe du scratch juniors

### Championnats nationaux
- 2006
  -  Champion des Pays-Bas de vitesse juniors
  -  Champion des Pays-Bas de l'américaine juniors (avec Nick Stöpler)
  -  Champion des Pays-Bas du keirin juniors
  - 2e du championnat des Pays-Bas du scratch juniors
  - 3e du championnat des Pays-Bas du kilomètre juniors
- 2007
  -  Champion des Pays-Bas de vitesse juniors
  -  Champion des Pays-Bas de poursuite juniors
  -  Champion des Pays-Bas de la course aux points juniors
  -  Champion des Pays-Bas de l'américaine juniors (avec Nick Stöpler)
  -  Champion des Pays-Bas du scratch juniors
  -  Champion des Pays-Bas du kilomètre juniors
- 2008
  - 2e du championnat des Pays-Bas de l'américaine
- 2009
  -  Champion des Pays-Bas de l'américaine (avec Nick Stöpler)
  -  Champion des Pays-Bas du scratch
  - 2e du championnat des Pays-Bas de vitesse
- 2010
  -  Champion des Pays-Bas de l'omnium
- 2012
  -  Champion des Pays-Bas de l'omnium
- 2014
  -  Champion des Pays-Bas du scratch
- 2015
  - 2e du championnat des Pays-Bas du scratch